# Морской музей (Джакарта)
Морской музей (индон. Museum Bahari) — музей, который находится на территории старого порта Сунда Келапа, в административной деревне Пенжаринган, в районе Пенжаринган, Джакарта, Индонезия. Музей был открыт в бывших складах Голландской Ост-Индской компании. Музей посвящён морской истории Индонезии и важности моря для экономики современной Индонезии.

В музее экспонируется модели рыбацких лодок и других морских объектов из разных частей Индонезии. Посетители могут увидеть коллекцию известных шхун «Пиниси», которыми пользуются бугисы — одна из этнических групп из провинции Южный Сулавеси. В настоящее время шхуны составляют один из последних морских парусных флотов в мире.

## История и строительство
Морской музей разместили в бывших складах голландской Ост-Индской компании. Склады были построены рядом с устьем реки Чиливунг, главной реки Джакарты. Склады делятся на две части: Westzijdsche Pakhuizen или «склады западного берега» (построенные в 1652—1771) и Oostzijdsche Pakhuizen или «склады восточного берега». Западный склад состоит из четырёх блоков, три из них в настоящее время используются для нужд музея. Они ранее использовались для хранения специй, таких как мускатный орех и перец. Также здесь хранили кофе, чай и ткани, перед их отправкой в различные порты Азии и Европы.
В конце 17-го века, некоторые из складов были восстановлены для того, чтобы создать больше пространства между городской стеной и складами. Над некоторыми дверями музея появляются различные даты, высеченные в камне, которые, вероятно, относятся к годам, когда в складах проводился ремонт, расширение или пристраивалось дополнительное строение.
В передней части музея, между складами и городской стеной, компания хранила запасы меди и олова. Деревянная галерея, которая прикреплялась к передней части здания склада, защищала эти металлы от дождя. Эта широкая галерея также использовалась патрульными охранниками, потому что проход, в передней части городской стены был достаточно узким. Деревянная галерея крепилась ко второму этажу складов, стоящих на набережной, но прошло уже много времени, как её уже там нет. Тем не менее, большие железные крюки, которые когда-то поддерживали галерею, ещё можно увидеть.
Современная городская стена напротив морского музея и возле бастиона Зебург и также, немного дальше на запад — это все, что осталось от стены, которая когда-то окружала Батавию в течение 17-го и 18-го веков. Из двадцати трех бастионов остались только Зебург и Кюлемборг. Менара Сиахбандар (малай. Menara Syahbandar , Башня порта) (также известна как Эйткейк (нидер. Uitkijk, бдительный)) расположена примерно в 50 метрах от морского музея, бывшая сторожевая башня, которая была построена на остатках старого бастиона Кюлемборг. С 1839 года, сторожевая башня действовала, как пост электрической централизации и, как наблюдательный пост за дорогами Батавии. До 1839 года корабли обменивались сигналами с помощью флагштока, который находился на старой верфи голландской Ост-Индской компании, расположенной прямо за сторожевой башней. После 1886 года, башня потеряла часть своей функции, когда был открыт новый порт Танджунг Приок.
Во время японской оккупации, склады были использованы в качестве логистического хранилища для японской армии. После того, как Индонезия обрела независимость, он был использован в качестве склада для PLN и PTT. В 1976 году здание было объявлено в качестве культурного наследия.
7 июля 1977 года в здании был открыт музей морской история Индонезии.

## Коллекция
Музей посвящён морской истории Индонезии. Некоторые экспозиции — это голландские модели кораблей и пушек. Существует также макет округа Тысячи Островов, на котором была верфь для ремонта кораблей Голландской Ост-Индии.

В музее имеется много различных моделей судов индонезийского архипелага, в области традиционного плавания. Выставлялась, также модель корабля Маджапахит, на котором плавали в древности на о. Ява, она основана на корабле Боробудур, который изображен на барельефе из храма Боробудур. Особенно редка коллекция традиционных судов — Пиниси, Ланканг и Гелати. Существует также выставка судостроительных инструментов и описание морских традиций и фольклора.

В области современного судоходства представлены музейные экспозиции различных навигационных средств, карты индонезийских ВМС, информация о маяках и старые фотографии плаваний судов KPM (голландская судоходная компания).

В музее также экспонируется «биологическая океанография», показывая биоразнообразие прибрежных районов Индонезии.

## Окружающая зона/окрестности
Музей расположен в старом городе Джакарты, в историческом центре Джакарты. Он находится в пешем расстоянии от других объектов культурного наследия Батавии, например: Исторический музей Джакарты, Музей Ваянг, и гавань Сунда Келапа.